# De slag bij Waterloo (Pieneman)
De slag bij Waterloo is een schilderij gemaakt in 1824 door Jan Willem Pieneman dat de slag bij Waterloo in 1815 uitbeeldt. Het schilderij was langere tijd een van de belangrijkste werken van het Museum van Levende Nederlandsche Meesters in Haarlem. In 1885 werd het overgebracht naar het indertijd nieuw opgerichte Rijksmuseum in Amsterdam. Daar is het met zijn afmetingen van ruim vijf bij acht meter het grootste schilderij van de collectie. Het schilderij hangt permanent opgesteld in de Waterloozaal (zaal 1.12) op de eerste verdieping. In 2015 stond het schilderij centraal in de expositie Ooggetuigen van Waterloo in het Rijksmuseum.

## Voorstelling
Het schilderij toont een strijdtoneel met daarin centraal Arthur Wellesley, de hertog van Wellington en bevelvoerder van het Brits-Nederlands leger. Op een brancard ligt prins Willem die mee had gestreden. Een boodschapper te paard komt aan om het nieuwe te vertellen dat de Pruisen nabij zijn om mee te strijden.

## Geschiedenis
Pieneman streefde bij het schilderen van het doek naar een waarheidsgetrouwe afbeelding van de veldslag. Zodoende nam hij in het voorjaar van 1820 contact op met Britse militairen of hij hun portret mocht maken als voorstudie voor het schilderij. Zowel de Hertog van Wellington als de Hertog van Richmond reageerden enthousiast.
De schilder werkte in Londen in de woning van Wellington, Apsley House, aan het schilderij en daarnaast verleende schilder Thomas Lawrence hem ook ruimte in de Royal Academy of Arts. Na vele studies voltooide Pieneman in 1824 het schilderij. Pieneman schilderde het stuk aanvankelijk voor Wellington, maar het werd door Koning Willem I opgekocht voor 40.000 gulden. Na voltooiing maakte het schilderij een tour langs Londen, Brussel en Amsterdam. Met behulp van de entreegelden wist Willem I het aankoopbedrag terug te verdienen.
Bij de Duitse inval van Nederland in 1940 werd een groot aantal kunstwerken opgeborgen in kasteel Radboud te Medemblik. De Slag bij Waterloo was te groot om te transporteren en moest worden opgerold.